# Macrospina caboverdiana
Macrospina caboverdiana är en skalbaggsart som beskrevs av J. Mateu 1956. Macrospina caboverdiana ingår i släktet Macrospina och familjen långhorningar. Inga underarter finns listade i Catalogue of Life.